# Сташис Володимир Володимирович
Володи́мир Володи́мирович Ста́шис (10 липня 1925, Суми — 2 листопада 2011, Харків) — український правник, кандидат юридичних наук (1954), професор (1973), академік Академії правових наук України, Герой України (2006). Був першим проректором Харківського юридичного інституту та Національної юридичної академії України імені Ярослава Мудрого (1968—2010).

## Біографія
Народився 10 липня 1925 р. у м. Суми.
З липня 1943 року воював на Калінінському, Північно-Західному та Прибалтійському фронтах, був комсоргом батальйону 756-го стрілецького полку, 150-ї Ідрицької стрілецької дивізії, яка штурмувала безпосередньо рейстаг. Саме бійці цього полку встановили (за офіційною версією) прапор Перемоги. Був тричі поранений.
У 1946 році вступив до Харківського юридичного інституту, який закінчив 1950 року, після чого вступив до аспірантури.
1954 р. захистив кандидатську дисертацію «Боротьба зі спекуляцією за радянським кримінальним правом» (науковий керівник — В.С. Трахтеров).
У 1948–1953 роках був в. о. народного судді.
З 1953 по 1955 рр. асистент, з 1955 по 1956 рр. — старший викладач Харківського юридичного інституту.
У 1956–1964 роках займав посаду завідувача кафедри кримінального права і процесу, а в 1964–1991 рр. — завідувача кафедри кримінального права Харківського юридичного інституту.
З 1964 по 2 листопада 2011 року був першим проректором Національної юридичної академії України імені Ярослава Мудрого.
Володимир Сташис був членом редколегій: журналів «Право України», «Вісник АПрНУ», «Прокуратура. Людина. Держава», «Бюлетень Міністерства юстиції України», «Весы фемиды», наукового збірника «Проблеми законності», збірника «Питання боротьби зі злочинністю».
Почесний професор Національної юридичної академії України ім. Ярослава Мудрого, Київського національного університету внутрішніх справ, почесний доктор Національного університету «Києво-Могилянська академія» (з 2001), Міжнародного Соломонового університету, почесний академік Національного університету «Острозька академія», іноземний член Російської академії природничих наук (Відділення геополітики і безпеки). Член Спілки юристів України, Міжнародної асоціації методології (Канада), Лондонської дипломатичної академії, Європейської асоціації законодавства (EAL), Європейської асоціації кримінологів.
Державний радник юстиції 1 класу.
Помер 2 листопада 2011 року у Харкові після тривалої хвороби.

## Науковий доробок
Автор (співавтор) понад 200 наукових праць, зокрема співавтор монографій: «Уголовное законодательство Украинской ССР» (1971), «Уголовный кодекс Украинской ССР. Научно-практический комментарий» (1979), «Преступления против личности в УК УССР и судебной практике» (1981, 1987), «Уголовное право УССР. Общая часть» (1984), «Уголовное право Украинской ССР на современном этапе» (1985), «Уголовное право УССР. Часть особенная» (1989), «Особа — під охороною кримінального закону» (1996), «Кримінальне право України. Загальна частина» (1997, 2001, 2004), «Кримінальне право України. Особлива частина» (2003, 2004), «Уголовное право Украины. Общая часть» (1998, 2003), «Уголовное право Украины. Особенная часть» (2003), «Науково-практичний коментар до Кримінального кодексу України» (2003, 2004), «Практика судів України з кримінальних справ (2001–2005)» (2006) та ін.
Захоплення: поезія, мистецтво.

## Сім'я
Був одружений (дружина — Ольга), мав дочку Оксану.

## Вшанування
3 жовтня 2012 року Кабінет Міністрів України присвоїв ім'я академіка Володимира Володимировича Сташиса Науково-дослідному інституту вивчення проблем злочинності Національної академії правових наук України.
До структури Класичного приватного університету входить Інститут права імені Володимира Сташиса.
Мала планета 7373 названа іменем Сташис (2000).

## Нагороди
- Звання Герой України з врученням ордена Держави (1 листопада 2006) — за визначні особисті заслуги перед Українською державою у розвитку юридичної науки, підготовку висококваліфікованих правників, багаторічну плідну педагогічну і громадську діяльність[6]
- Орден князя Ярослава Мудрого IV ст. (20 січня 2006)[7], V ст. (19 листопада 2003)[8]
- Орден «За заслуги» I ст. (4 жовтня 1999)[9], II ст. (4 жовтня 1997)[10], Почесна відзнака Президента України (23 серпня 1994)[11]
- Орден Богдана Хмельницького III ст.
- Ордени Леніна, Червоного Прапора, Трудового Червоного Прапора, Олександра Невського, Вітчизняної війни І ст. (двічі), «Знак Пошани» (двічі)[12]
- 34 медалі
- Заслужений діяч науки і техніки України (14 лютого 1995)[13]
- Заслужений працівник вищої школи України (1970)
- Державна премія України в галузі науки і техніки 2006 року — за підручники: «Кримінальне право України: Загальна частина». — К.: Юрінком Інтер; Х.: Право, 2001. — 416 с.; «Кримінальне право України: Загальна частина». — 2-е вид., перероб. і доп. — К.: Юрінком Інтер, 2004. — 480 с.; «Кримінальне право України: Особлива частина». — К.: Юрінком Інтер; Х.: Право, 2001. — 496 с.; «Кримінальне право України: Особлива частина». — 2-е вид., перероб. і доп. — К.: Юрінком Інтер, 2004. — 544 с. (у складі колективу)[14]
- Державна премія України в галузі архітектури 2001 року — за архітектуру комплексу будівель Національної юридичної академії України імені Ярослава Мудрого в місті Харкові (у складі колективу)[15]
- Почесна грамота Кабінету Міністрів України (07.2000)
- Заслужений працівник МВС.
- Почесний працівник органів прокуратури.
- Лауреат премії ім. Д. Мануїльського АНУ (1981), премії імені Ярослава Мудрого (2001, 2002, 2004).
- Ордени Св. Георгія, Св. Володимира I ст., «Різдва Христового» I ст., Нестора Літописця, 3 ордени укр. козацтва, орден Св. Станіслава.
- Почесна медаль «За досягнення у ХХ столітті».
- Всесвітній орден науки-освіти-культури Європейської академії інформації, вищий орден юстиції Всесвітньої асоціації юристів.
- Почесний громадянин м. Харкова.